# David Tudor
David Eugene Tudor (Filadelfia, 20 de enero de 1926 - Tompkins Cove, Nueva York, 13 de agosto de 1996) fue un pianista y compositor estadounidense de música experimental.
Estudió piano con Stefan Wolpe y al tiempo ganó fama como uno de los principales intérpretes de la música de vanguardia para piano. En 1950, fue el primer pianista en tocar la Piano Sonata No. 2 de Pierre Boulez en Norteamérica, y un tour europeo en 1954 hizo mucho por aumentar su reputación. El año siguiente, Karlheinz Stockhausen le dedicó su Klavierstück VI. Tudor también fue el primero en estrenar obras de Sylvano Bussotti y uno de los pioneros en interpretar piezas de Morton Feldman y La Monte Young.
El nombre de Tudor se encuentra muy ligado al del compositor John Cage, ya que el pianista fue el primer intérprete de algunas de sus más famosas piezas: Music of Changes,Concerto For Piano and Orchestra y la famosísima 4′33″. Muchas de las composiciones de Cage fueron escritas o bien especialmente para Tudor, o bien con él en mente; ambos trabajaron juntos intensamente en varias piezas, tanto de música para piano como de música electrónica. Después de que la muerte de Cage, en 1992, Tudor lo reemplazó como director musical de la Compañía de Baile de Merce Cunningham.
Durante el período comprendido entre 1956 y 1961 Tudor ejerció la docencia en los Cursos de verano de Darmstadt; en los años siguientes su interés pasó gradualmente de la interpretación a la composición. Sus obras, muchas comisionadas por Merce Cunningham, fueron principalmente de música electrónica, y en general iban acompañadas de elaboradas representaciones escénicas. Una de estas piezas, Reunion (1968), escrita en colaboración con Lowell Cross, incluye un juego de ajedrez en el cual cada movimiento es correspondido con un efecto de luz o una proyección. En el estreno, los jugadores eran John Cage y Marcel Duchamp.
Tudor murió en Tompkins Cove, Nueva York, a los 70 años.
- Datos: Q1176914